# تانغ إنبو
تانغ إنبو (1898–1954) كان جنرالًا قوميًا في جمهورية الصين.

## حياته

### النشأة والحرب مع اليابان

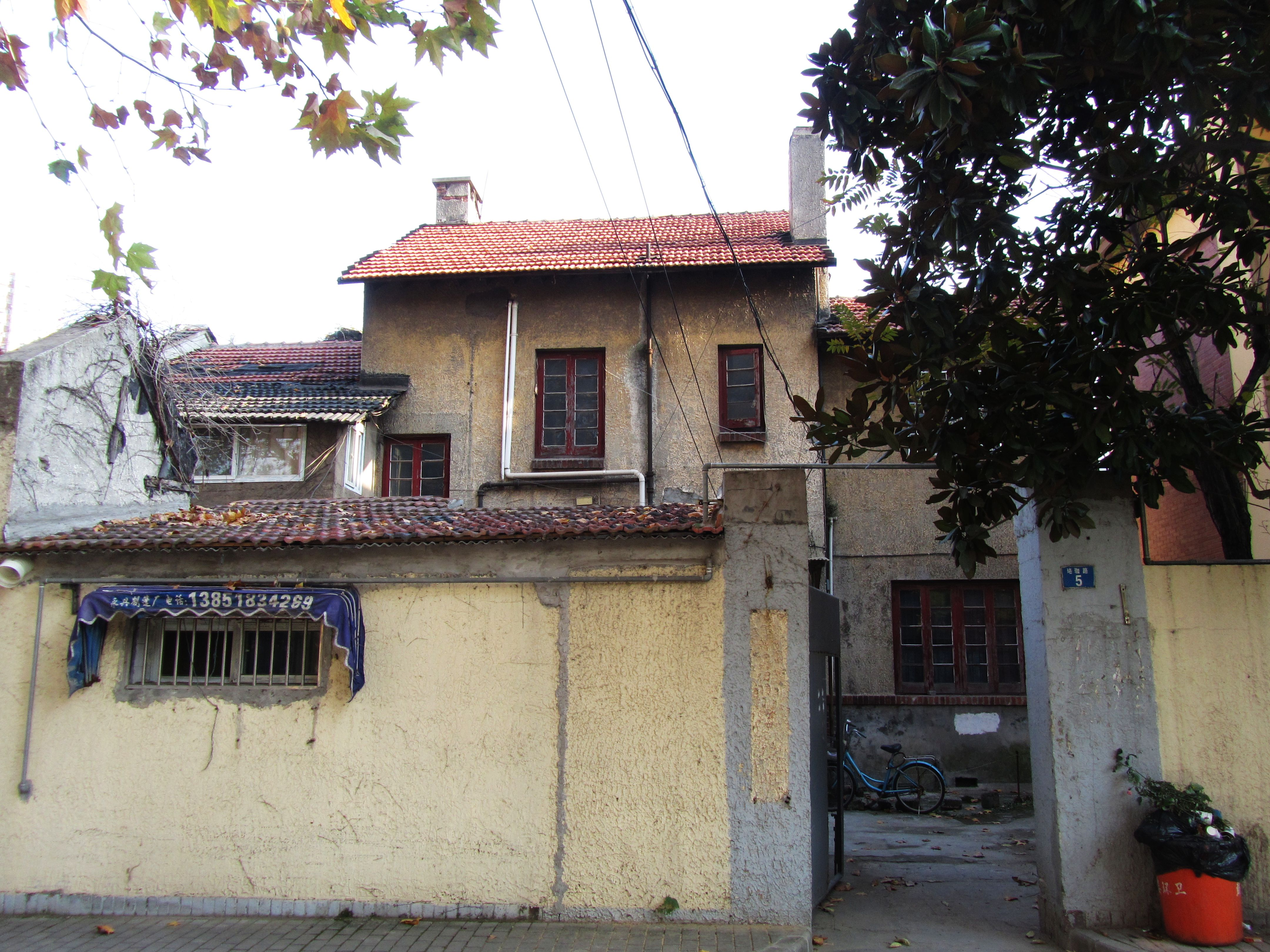
الإقامة السابقة لتانغ إنبو في نانجينغ

ولد تانغ إنبو عام 1898 في مدينة وويي بمقاطعة تشجيانغ في الصين، وتخرج من أكاديمية الجيش الإمبراطوري الياباني، وبالتالي كان على دراية بتكتيكات عدوه الياباني خلال الحرب الصينية اليابانية الثانية. كانت مقاومة إنبو المبكرة للغزو الياباني غير فعالة للغاية، بسبب الوضع السياسي في الصين - كان رئيسه تشيانغ كاي شيك مترددًا في تكريس أفضل قواته لمحاربة الغزاة اليابانيين، راغبًا بدلاً من ذلك في استخدامها لإبادة الشيوعيين الصينيين الصاعدين بقوة إلى المسرح الصيني. ولكن بسبب محدودية القوات والعتاد، كان أي قائد سيواجه صعوبات كبيرة في محاربة مثل هذا العدو المتفوق، ولم يكن تانغ إنبو استثناءاً.
علاوة على ذلك، على الرغم من توقع نجاح خطط المعارك على الورق، نادرًا ما تتحقق في ساحة المعركة خلال هذه المرحلة لأن أمراء الحرب الصينيين كانوا مهتمين فقط بالحفاظ على قواتهم وحماية انفسهم ومصالحهم وتجاهلوا إلى حد كبير أوامر تشيانج كاي شيك. رغم أن تانغ ساهم مباشرة في الانتصار في معركة تايرزوانغ، إلا أنه لم يتمكن من وقف الهجمات اليابانية خلال معركة خنان-هونان-جوانجشي عام 1944، حيث خسر 37 مدينة وبلدة في غضون 36 يومًا فقط.

### الحرب الأهلية الصينية
بعد الحرب العالمية الثانية، شارك إنبو في النضال ضد الشيوعيين، الذين حاولوا كسبه إلى صفوفهم. كان تانغ مترددًا في البداية بسبب فشله العسكري في الحرب الأهلية الصينية، ولكن سرعان ما أقنعته خليته الرابعة باتباع شيانغ كاي شيك والبقاء مع الكومينتانغ. ونتيجة لذلك، أبلغ تانغ إنبو شيانغ كاي تشيك أن معلمه ورئيسه تشين يي طلب منه اللجوء إلى الشيوعيين وبعدها تم اعتقال تشين يي نتيجة لذلك. أُعدم تشين يي لاحقًا رميا بالرصاص في تايبيه، في 18 تموز 1950، ودفن فيها.
كانت تداعيات كل هذا أن تانغ إنبو قد فقد الآن ثقة تشيانغ كاي شيك. تم إضعاف موقف تانغ بشكل أكبر عندما اكتشف كوادر قومية أخرى أنه خلال حملة شنغهاي كان تانغ يستعد للهروب إلى اليابان عن طريق سؤال شركائه المقربين للبحث عن منزل في اليابان.

### موته
في 6 أيار 1949، أرسل صديق مقرب لتانغ نصف مليون دولار أمريكي إلى حساب صديق أمريكي، وبعد ذلك، تم إرسال الأموال عبر هذا الحساب إلى أصدقاء تانغ في اليابان. في تموز 1949، اشترى أصدقاء تانغ قصرًا به 22 غرفة في إحدى ضواحي طوكيو. تم الإعلان عن كل هذا عن طريق الخطأ في العام 1950، عندما أصدرت وكالة رويترز تقارير إخبارية في طوكيو تدعي أن تشيانج كاي شيك قد اشترى قصرًا في إحدى ضواحي طوكيو عبر مسؤول صيني رفيع المستوى. ترددت شائعات بأن أعداء تانغ السياسيين داخل الكومينتانغ كانوا منذ فترة طويلة يتتبعون كل تحركات تانغ وينتظرون الفرصة المناسبة لإسقاطه، لكن مثل هذا الادعاء لم يتم تأكيده بعد. كانت النتيجة هي خسارة تانغ الكاملة لدعم تشيانج كاي شيك، الذي قيل إنه صاح عندما علم غاضبًا: "لا عجب أن هزيمتنا كانت سريعة جدًا في شنغهاي والساحل الجنوبي الشرقي - كان (تانغ إنبو) مستعدًا بالفعل للفرار!"
بعد فرار تانغ إنبو إلى تايوان مع حكومة جمهورية الصين المنسحبة، مرض تانغ إنبو وتم إرساله إلى اليابان لتلقي العلاج. ومع ذلك، توفي تانغ بعد العملية الجراحية في طوكيو عام 1954.

## مناصبه العسكرية
- 1932 ضابط عام قائد الفرقة 89 خنان
- 1937 - القائد العام للقوات الأمامية لمقر إعادة السلام في تاييوان
- 1937-1938 ضابط عام قائد الفيلق الثالث عشر
- 1937 - 1938 ضابط عام قائد الجيش العشرين
- 1938 - 1940 القائد الأعلى لمجموعة الجيش الحادي والثلاثين
- 1944 نائب القائد العام لمنطقة الحرب الأولى
- 1944 نائب القائد العام لمنطقة الحرب الرابعة
- 1944 - 1945 القائد العام لجيش الجبهة الثالثة
- 1949 القائد الأعلى لدفاع شنغهاي